# Море нашей надежды
«Море нашей надежды» — советский цветной широкоэкранный фильм 1971 года режиссёра Георгия Овчаренко.

## Сюжет
Пожар на либерийском судне «Майорка» приводит к спасательной операции, которую капитан советского сухогруза ведёт на самостоятельность. Несмотря на противодействие компании, он решает спасти судно. Его действия вызывают восхищение и уважение в мире, и, в конце концов, он возвращается на свой корабль.

## Роли исполняют
- Роман Громадский — Андрей Гринько
- Валентина Титова — Ольга
- Лесь Сердюк — Егор Гай
- Борис Зайденберг — Степан Миронович Павлюк
- Лина Бракните — Таня Гай
- Лена Буткевич — Катя
- Александр Березняк — Александр Петрохин
- Светлана Тихомирова — Валя Махарадзе
- Гиви Тохадзе — Гиви Махарадзе
- Гелена Ивлиева — Люся Петрохина
- Александр Гай — Сидорин
- Юрий Дубровин — радист
- Степан Крылов — седой капитан
- Геннадий Нилов — Юрченко
- Владимир Балон — доктор
- Вячеслав Винник — Жухов
- Владимир Маренков — Омельченко
- Ираклий Хизанишвили — матрос
- Иван Дмитриев — министр

## Съёмочная группа
- Режиссёр-постановщик: Георгий Овчаренко
- Авторы сценария: Эдуард Тополь, Георгий Овчаренко
- Операторы-постановщики: Фаина Анисимова, Альберт Осипов
- Художник-постановщик: Михаил Заяц
- Композитор: Джон Тер-Татевосян
- Звукорежиссёры: Эдуард Гончаренко, Эммануил Сегал

## Съёмки
Съёмки велись в Одессе.

## Премьера
Премьера фильма состоялась 6 августа 1973 года. За первый год кинопроката картину посмотрели 6,6 млн зрителей.